# 13. november
13. november je 317. dan leta (318. v prestopnih letih) v gregorijanskem koledarju. Ostaja še 48 dni.

## Dogodki
- 1002 – angleški kralj Ethelred naroči pokol vseh Dancev v Angliji
- 1780 – ustanovljena kraljevina Pandžab
- 1805 – francoske čete brez boja zasedejo Dunaj
- 1885 – začetek vojne med Srbijo in Bolgarijo
- 1887 – Krvava nedelja: londonska policija zatre irske demonstracije
- 1918 – Nikola I. odstavljen s črnogorskega prestola, Črna gora se združi s Srbijo
- 1942 – sporazum Darlan-Clark
- 1944:
  - Rdeča armada prodre čez Donavo
  - začetek napada Nemcev in domobrancev na osvobojeno ozemlje v Beli krajini
- 1945:
  - Charles de Gaulle postane začasni francoski predsednik vlade
  - Panama in Etiopija postaneta članici OZN
- 1946 – Bolivija postane članica UNESCA
- 1970 – ciklon v Bholi: tropski ciklon s hitrostjo 200 km/h trči ob naseljeno delto Gangesa v Vzhodnem Pakistanu (današnjem Bangladešu); v največji naravni katastrofi 20. stoletja v eni sami noči umre pol milijona ljudi
- 1971 – Mariner 9 vtirjen v orbito okoli Marsa
- 1974 – Jaser Arafat prvič nastopi pred Generalno skupščino OZN
- 1985 – izbruh ognjenika Nevado del Ruiz stali ledenik in povzroči lahar (plaz iz vulkanskega blata), ki pokoplje kolumbijsko mesto Armero; umre okoli 23.000 ljudi
- 1994 – Švedska na referendumu potrdi včlanitev v Evropsko unijo
- 2010 – Aung San Suu Kyi, Myanmarska Nobelova nagrajenka je po 15 letih izpuščena iz hišnega zapora
- 2015 – teroristični napadi v Parizu

## Rojstva
- 354 – Avguštin, krščanski teolog, svetnik, cerkveni učitelj, filozof († 430)
- 1312 – Edvard III., angleški kralj († 1377)
- 1486 – Johann Eck, nemški katoliški teolog († 1543)
- 1560 – Tomaž Hren, slovenski škof († 1630)
- 1663 – Árni Magnússon, islandski zgodovinar († 1730)
- 1721 – Janez Andrej Strauss, slovenski slikar († 1783)
- 1757 – Archibald Alison, škotski nabožni pisatelj in filozof († 1839)
- 1813 – Petar II. Petrović Njegoš,  črnogorski vladika, pesnik († 1851)
- 1817 – Louis James Alfred Lefébure-Wely, francoski skladatelj in orglar († 1869)
- 1841 – Oreste Baratieri, italijanski general kolonijalni upravitelj († 1901)
- 1843 – Fran Celestin, slovenski književni zgodovinar († 1895)
- 1848 – Albert I., monaški knez († 1922)
- 1850 – Robert Louis Stevenson, škotski pisatelj († 1894)
- 1854 – Whitefield Chadwick, ameriški skladatelj († 1931)
- 1940 – Stane Belak-Šrauf, slovenski alpinist († 1995)
- 1940 – Saul Kripke, ameriški filozof in logik
- 1955 – Whoopi Goldberg, ameriška filmska igralka
- 1957 – Stephen Baxter, angleški pisatelj
- 1980 – Monique Coleman, ameriška filmska igralka, pevka

## Smrti
- 1004 – Abbon iz Fleuryja, benediktanski opat, svetnik (* 945)
- 1049 – Eberhard Oglejski, patriarh
- 1055 – Welf III., koroški vojvoda, veronski mejni grof
- 1093 – Malcolm III., škotski kralj (* 1031)
- 1143 – Fulk V., anžujski grof in jeruzalemski kralj (* 1092)
- 1154 – Izjaslav II., veliki kijevski knez (* 1096)
- 1175 – Henrik Francoski, nadškof Reimsa, sin Ludvika VI. (* 1121)
- 1278 – Barnim I., vojvoda Pomeranije (* 1217)
- 1319 – Erik VI., danski kralj (* 1274)
- 1345 – Konstanca Kastiljska, kastiljska kraljica, portugalska princesa (* 1316)
- 1359 – Ivan II., moskovski veliki knez (* 1326)
- 1369 – Thomas de Beauchamp, angleški vojskovodja, 11. grof Warwick (* 1313)
- 1460 – Henrik Pomorščak, portugalski princ (* 1394)
- 1677 – Johann Weikhard Auersperg, avstrijski diplomat, državnik (* 1615)
- 1868 – Gioacchino Antonio Rossini, italijanski skladatelj (* 1792)
- 1903 – Camille Pissarro, francoski slikar (* 1830)
- 1921 – Ignace Goldziher, madžarski judovski orientalist in zgodovinar (* 1850)
- 1973 – Elsa Schiaparelli, francoska modna oblikovalka italijanskega rodu (* 1890)
- 1974 – Vittorio De Sica, italijanski filmski režiser (* 1901)
- 1980 – Jože Zupan, slovenski gledališki, filmski igralec (* 1909)
- 2005 – Sergej Vošnjak, slovenski novinar, pisatelj (* 1924)